# Nicolas Alexandrovitch de Russie
Le tsarévitch Nicolas Alexandrovitch (Nikolaï Alexandrovitch Romanov, en russe : Николай Александрович Романов), né le 8 septembre 1843 (20 septembre dans le calendrier grégorien) à Saint-Pétersbourg (Empire russe) et décédé le 12 avril 1865 (24 avril dans le calendrier grégorien) à Nice (France), est un membre de la famille impériale de Russie, tsarévitch et grand-duc de Russie. Il était surnommé par ses proches « Nixa ».

## Famille
Le grand-duc Nicolas Alexandrovitch est le deuxième enfant et le premier fils de l’empereur Alexandre II et de l'impératrice Marie Alexandrovna, née princesse Marie de Hesse et du Rhin. Il ressemble par ses traits et son caractère à sa mère. Les professeurs chargés de le préparer à son rôle d'empereur de Russie voient en lui un « être exceptionnel, dont l'intelligence et l'humanité feront merveilles à la tête de l'Empire russe ».

## Biographie

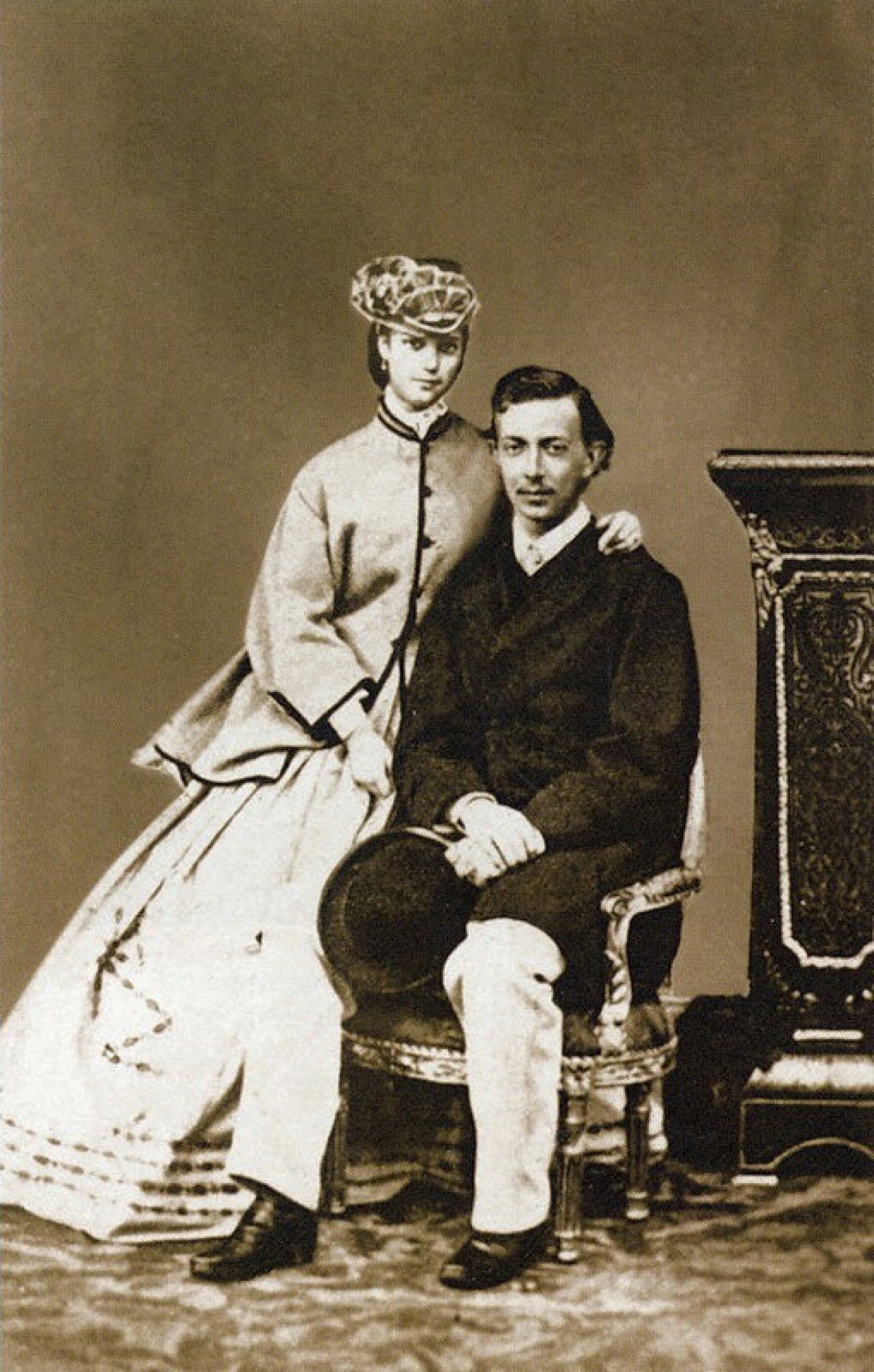
Nicolas et sa fiancée, la princesse Dagmar de Danemark, Copenhague, 1864.

Pour le familiariser avec son peuple, Alexandre II, se souvenant de son propre apprentissage, l’oblige à parcourir la Russie dès l’âge de dix-huit ans. Ces voyages continuels semblent fatiguer le tsarévitch. Il se plaint de malaises qui déroutent les médecins : selon les uns, il se serait froissé la colonne vertébrale en tombant de cheval, selon les autres, il souffre de rhumatismes. À tout hasard, on lui recommande un traitement de bains de mer à Scheveningue, près de La Haye. Et dans l’espoir d'une rapide guérison, ses parents décident de le fiancer à la princesse Dagmar de Danemark. Mais malgré les médicaments, les ablutions et les massages, les douleurs s’aggravent de jour en jour. Nicolas marche courbé comme un vieillard. Les médecins l’expédient à Nice (française depuis 1860). Lorsqu’il y arrive en novembre 1863, il est squelettique et peut à peine se mouvoir. Alors seulement, on s’avise qu’il s’agit sans doute de la tuberculose.
Le tsarévitch reste à Nice pour se soigner. L’impératrice Marie Alexandrovna s’installe aussi à Nice, Villa Bermond. Elle suit avec angoisse les progrès de la maladie de son fils. Dans la nuit du 23 au 24 avril 1865, Nicolas succombe à une crise foudroyante de méningite cérébro-spinale. De Nice, son corps est emmené à Villefranche (aujourd’hui Villefranche-sur-Mer) et embarqué à bord de la frégate Alexandre Nevski pour être inhumé dans la cathédrale Saint-Pierre-et-Saint-Paul à Saint-Pétersbourg.
La famille impériale russe fit bâtir la chapelle du tsarévitch à l’emplacement où le grand-duc Nicolas mourut. Par la suite, une grande église orthodoxe fut construite entre 1903 et 1913 à proximité de l’oratoire ; inaugurée en 1912, cette église est souvent qualifiée de « cathédrale russe de Nice ».
À Nice, un boulevard Tzaréwitch, à la graphie ancienne et proche de la « cathédrale russe », perpétue toujours le souvenir du grand-duc Nicolas.

## Généalogie

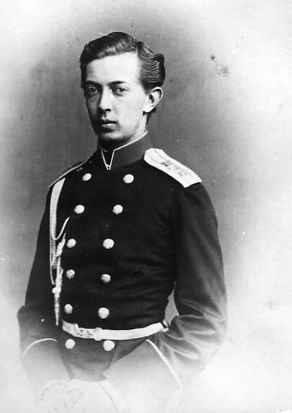
Nikolay Alexandrovich en 1863.

Nicolas Alexandrovitch de Russie appartient à la première branche de la maison d'Oldenbourg-Russie (Holstein-Gottorp-Romanov), issue de la première branche de la maison d'Holstein-Gottorp, elle-même issue de la première branche de la Maison d'Oldenbourg.